# Thyroscyphoides biformis
Thyroscyphoides biformis is een hydroïdpoliep uit de familie Thyroscyphidae. De poliep komt uit het geslacht Thyroscyphoides. Thyroscyphoides biformis werd in 1955 voor het eerst wetenschappelijk beschreven door Naumov. 